# Hypsophila
Hypsophila es un género, pertenecientes a la familia Celastraceae.  Comprende tres especies descritas.

## Taxonomía
El género fue descrito por Ferdinand von Mueller y publicado en Victorian Natural. 3: 168. 1887. La especie tipo es: Hypsophila halleyana F.Muell.	

## Especies
- Hypsophila dielsiana Loes.
- Hypsophila halleyana F.Muell.
- Hypsophila oppositiflora F.Muell.